# Hashima

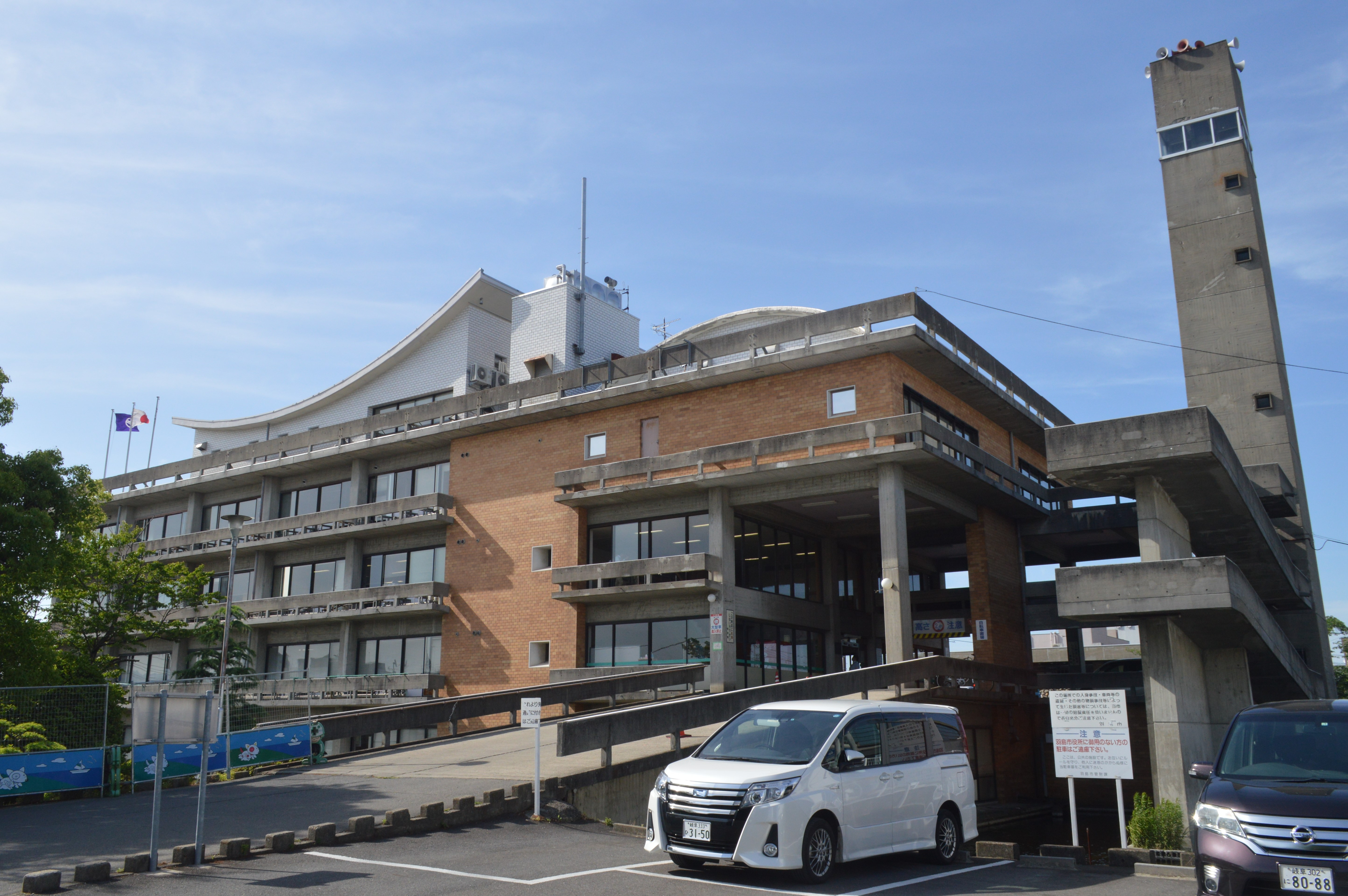
Urząd Miejski w Hashimie

Hashima (jap. 羽島市 Hashima-shi) – miasto w prefekturze Gifu, na wyspie Honsiu, w Japonii.

## Położenie
Miasto leży w południowej części prefektury Gifu pomiędzy rzekami Nagarą i Kiso.
Miasto graniczy z: Gifu, Mino, Kaizu i Ōgaki w prefekturze Gifu oraz od południa z Inazawą i Ichinomiyą w prefekturze Aichi.